# Bis(hexaoxoyodato(VII))cuprato(III) de potasio
El bis[hexaoxoyodato(VII)]cuprato(III) de potasio es un complejo diamagnético con fórmula molecular K7Cu(IO6)2. 

## Síntesis
Se obtiene por oxidación de compuestos de cobre (II) en presencia de peryodato de potasio en medio alcalino.